# Afrotritermus capensis
Afrotritermus capensis (лат.) — вид паразитических наездников рода Afrotritermus из семейства Braconidae (Exothecinae). Африка: ЮАР (Cape Prov., Cape Peninsula, Hout Bay, Skoorsteenkop).

## Описание
Длина тела самок 1,6 мм, длина переднего крыла 1,4 мм. Основная окраска красновато-коричневая. Лоб гладкий. Нижнечелюстные щупики 5-члениковые, нижнегубные щупики состоят из 3 сегментов. Птеростигма коричневая. Предположительно, как и близкие виды, идиобионтные эктопаразитоиды личинок насекомых. Вид был впервые описан в 1963 году шведским энтомологом Karl-Johan Hedqvist (1917–2009) под названием Aulosaphes capensis, а его валидный статус подтверждён в 1995 году российским гименоптерологом Сергеем Белокобыльским (ЗИН РАН, Санкт-Петербург, Россия).